# Gustavo de Vasaborg

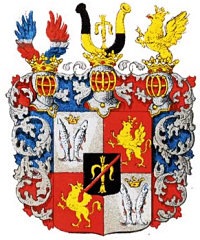
Escudo de armas de la Casa de Vasaborg, rama menor de la Dinastía Vasa.

Gustavo de Vasaborg (Estocolmo, 24 de abril de 1616-Wildeshausen, 25 de octubre de 1653) fue un noble sueco, Conde de Uusikaupunki y de Vasaborg. Era el hijo ilegítimo que el rey Gustavo II Adolfo de Suecia había tenido con Margarita Slots (hija del comerciante de origen holandés, Abraham Cabiljau), y medio hermano de la reina Cristina de Suecia. 
Comenzó a servir como militar dentro del ejército sueco en 1633 durante la Guerra de los Treinta Años, cuando su padre se encontraba en plena campaña militar en Alemania. Un año después recibió la posesión del principado de Osnabrück y en 1637 sería ennoblecido con el nombre de Vasaborg, que sería desde entonces una rama de la dinastía Vasa. En 1647 recibió el título de Conde de Uusikaupunki y tras la Paz de Westfalia en 1648 recibió la ciudad de Wildeshausen como feudo, un territorio ganado por Suecia en la guerra.
En 1649 intentó sin éxito ser nombrado Supremo Almirante, pues el cargo sería ocupado finalmente por Carl Carlsson Gyllenhielm, un hijo ilegítimo de su abuelo, el rey Carlos IX. Regresó entonces a Alemania, donde fallecería en 1653. Sus restos fueron trasladados a Suecia y sepultados en la Iglesia de Riddarholmen, el panteón de los reyes suecos en Estocolmo.

### Matrimonio e hijos
Casó con Ana Sofía Wied-Runkel (1616-1699), con quien tuvo cinco hijos: 
- Cristina (1644-1709).
- Gustavo (1645-1646).
- Carlota (1649-1655).
- Gustavo Adolfo (1653-1732) casado con Angélica Catalina de Leiningen-Westerburg , hija de Georg Wilhelm de Leiningen-Westerburg con descendencia.
- Sofía (1654).